# 에디 그리핀 (배우)
에디 그리핀(Eddie Griffin, 1968년 7월 15일 ~ )은 미국의 스탠드업 코미디언, 배우이다.

## 출연 작품

### 영화
- 더 파이브 하트비트 (1991)
- 마지막 보이스카웃 (1991)
- 유성맞은 슈퍼맨 (1993, The Meteor Man)
- 콘헤드 대소동 (1993)
- 제이슨가의 초상 (1994, Jason's Lyric)
- 워킹 데드: 해병 묵시록 (1995, The Walking Dead)
- 프랭키 할리우드 가다 (1998, Franky Goes to Hollywood) - 단편 다큐멘터리
- 아마겟돈 (1998)
- 듀스 비갈로 (1999)
- Foolish (1999)
- Short Insanity 6 (2000) - '프랭키 할리우드 가다'가 포함된 단편 모음집
- 픽킹 업 더 피시스 (2000)
- 더블 테이크 (2001)
- 언더커버 브라더 (2002, Undercover Brother)
- 뉴 가이 (2002)
- 피노키오 (2002)
- 존 큐 (2002)
- Dysfunktional Family (2003) - 스탠드업 코미디 공연 다큐멘터리
- 무서운 영화 3 (2003)
- Blast (2004)
- 내 아기의 아빠 (2004, My Baby's Daddy)
- 트러블 러브 (2005)
- 듀스 비갈로 2 - 유로피안 지골로 (2005)
- 데이트 영화 (2006)
- 산타 없는 해 (2006, The Year Without a Santa Claus)
- 나이스 가이 노빗 (2007)
- 어반 저스티스 (2007)
- 데스 드라이브 (2007, Redline)
- 베토벤스 빅 브레이크 (2008)
- How Sweet It Is (2013)
- 아메리칸 히어로 (2015, American Hero)
- All About the Money (2017)
- 스타 이즈 본 (2018)
- 컴백 트레일 (2020)

### 텔레비전
- 지미 키멀 라이브! (2003-07)